# Dajka

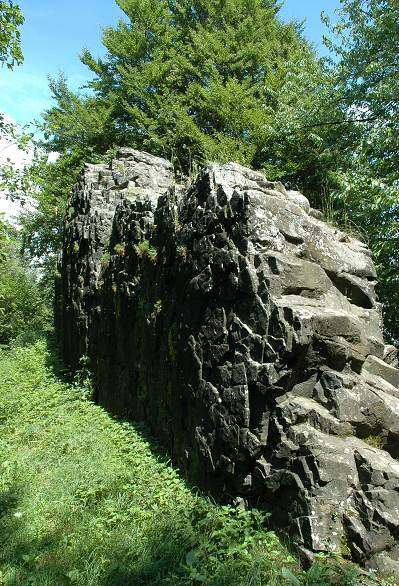
Čertův stolec – část Čertovy zdi u Českého Dubu

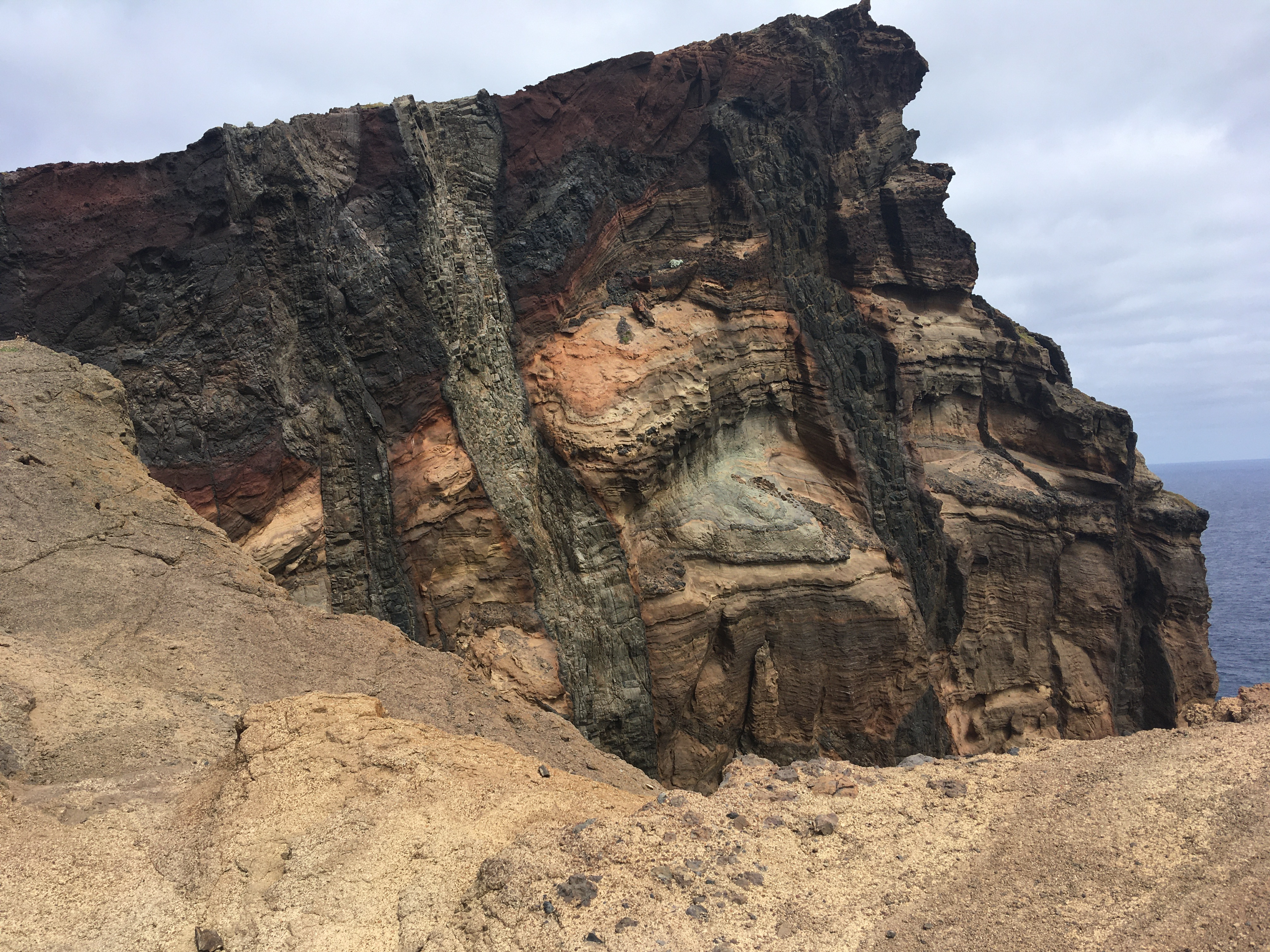
Pohled na pravou žílu, kterou vystupovalo magma na povrch, na ostrově Madeira.

Dajka, anglicky dyke nebo dike, (synonymum pravá žíla) je odborný geologický termín pro horninové těleso protínající napříč sousední horniny. Název poprvé použil roku 1795 skotský geolog James Hutton. Termín dajka se používá v některých slovanských jazycích. Pro dajku s rudní výplní se používá výhradně názvu žíla nebo rudní žíla.

## Popis
Útvar má formu úzkého a protáhlého skalního výchozu na místě obnažené žíly, tvořené magmatickou výplní trhliny nebo rozsedliny v méně pevném horninovém materiálu, často v sopečném tufu. Výplň trhlin protíná diskordantně své okolí. Pro popis její polohy se využívá směr a sklon. Výplň může být jednoduchá nebo složená z více hornin. Působením exogenních činitelů byla tvrdší žilná výplň vypreparována z méně odolného okolí a na zemském povrchu tvoří morfologicky výrazný útvar – skalní zeď.
V dajce tvořené vulkanickou horninou (čedičem, tefritem nebo trachytem) dochází ke sloupcovité odlučnosti se vznikem směrovaných sloupců, což vedlo k místnímu pojmenování Čertova zeď (například národní přírodní památka Čertova zeď).
Pokud jsou magmatické horniny dajek dostatečně pevné, hodí pro stavební účely, a proto byly či jsou často těženy. Na místě pak zbude rýha po odtěžené hornině.

## Výskyt v Česku
V severních Čechách jsou typickými dajkami čedičové skalní zdi (resp. jejich pozůstatky), vypreparované z měkčích sedimentů svrchní křídy, např. známá Čertova zeď u Českého Dubu a Jánské kameny v Lužických horách.